# Стафілініформні
Стафілініформні (Staphyliniformia) — численний інфраряд твердокрилих комах. 
Містить три надродини й 16 родин, у яких описано більш як 60 000 видів. Представники інфраряду поширені повсюдно. Велика частина видів поширена у вологих місцях проживання. Живуть в різних місцях серед грибів, пойнятої гниттям матерії, багато хто живе в прісній і солонуватій воді, і навіть — на морських узбережжях в дуже умовах зволоження солоною морською водою (при цьому — в саму воду не занурюється).

## Систематика
Стафілініформні твердокрилі занесені в підряд всеїдних жуків на правах рангу інфраряду або серії. Згідно Кроусону (1960) інфраряд містить три надродини:
- Histeroidea — Карапузики
- Hydrophiloidea — Водолюбові
- Staphylinoidea — Стафіліноїдні.

Надалі М. Хансен (1997) фактично обґрунтував цю концепцію. В той самий час вона знайшла підтвердження в характері жилкування задніх крил. 
Найдавніші стафілініформні знаходяться в покладах тріасу.

## Нотатки
1. ↑  Crowson R. A. The phylogeny of Сoleoptera. / R. A. Crowson // Annual Review of Entomology. — Vol. 5. — P. 111–415.
2. ↑  Hansen M. Phylogeny and classification of the staphyliniform beetle families (coleoptera) / M. Hansen. — Copenhagen : Kongelige Danske Videnskabernes Selskab : Munksgaard [kommissionær], 1997. — 339 p.
3. ↑  Kukalova-Peck J. Evolution of the hind wings in coleoptera / J. Kukalova-Peck, J. F. Lawrence // The Canadian Entomologist. — 1993. — Vol. 135. — P. 181–258.